# Біловежа
Біловежа (пол. Białowieża) — село в Польщі, у гміні Біловежа Гайнівського повіту Підляського воєводства. Розташоване на Більській рівнині, берегом річки Наревка.
Населення — 1830 осіб (2011).

## Опис
Має характер селища, є адміністративним центром Біловезької гміни, а також Біловезького національного парку.
У Біловежі знаходиться Біловезька геоботанічна станція (Białowieska Stacja Geobotaniczna), центр дослідження ссавців Польської Академії наук (Zakład Badania Ssaków Polskiej Akademii Nauk).
Розташована на воєводської дорозі № 689, що йде від Більська. З 2005 в селі Грудка, за 4 км від Біловежі діє пішохідно-велосипедний польсько-білоруський прикордонний перехід. У Біловежі — кінцева станція залізничної лінії № 52 в напрямку Гайнівки, яка діяла до 1994 року. У 1930-ті уряд II Речі Посполитої планував продовжити цю лінію через Пружани до залізниці Берестя-Мінськ.

## Міграційна криза
9 листопада 2021 року дві великі групи мігрантів прорвалися до Польщі через прикодонні паркани біля містечка Кринки (Підляське воєводство) і села Біловежа.

## Туризм

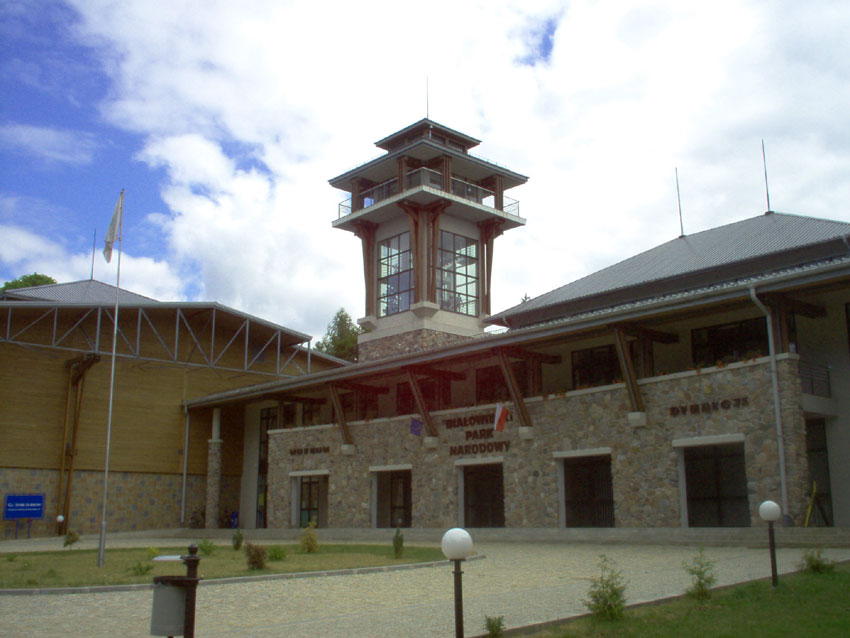
Дирекція Біловезького національного парку і музей природи

Біловежа популярна серед туристів завдяки Біловезькому національному парку, що межує з національним парком «Біловезька пуща» на білоруському боці кордону. Рішенням ЮНЕСКО включений до списку Всесвітньої спадщини людства. У Біловежі у палацово-парковому ансамблі XIX століття є цікаві історичні пам'ятки. У Біловежі створені умови для обслуговування масового туризму, є 4 готелі (на 375 місць станом на 2005 рік), мотелі, пансіонати. Місцеве мешканці створили кілька десятків агросадиб. За рік зупиняються на нічліг у зазначених установах 44,4 тис., у тому числі — 6390 іноземців.

## Демографія
Демографічна структура станом на 31 березня 2011 року:
|          | Загалом | Допрацездатний вік | Працездатний вік | Постпрацездатний вік |
| -------- | ------- | ------------------ | ---------------- | -------------------- |
| Чоловіки | 892     | 136                | 593              | 163                  |
| Жінки    | 938     | 140                | 463              | 335                  |
| Разом    | 1830    | 276                | 1056             | 498                  |

## Цікавинки

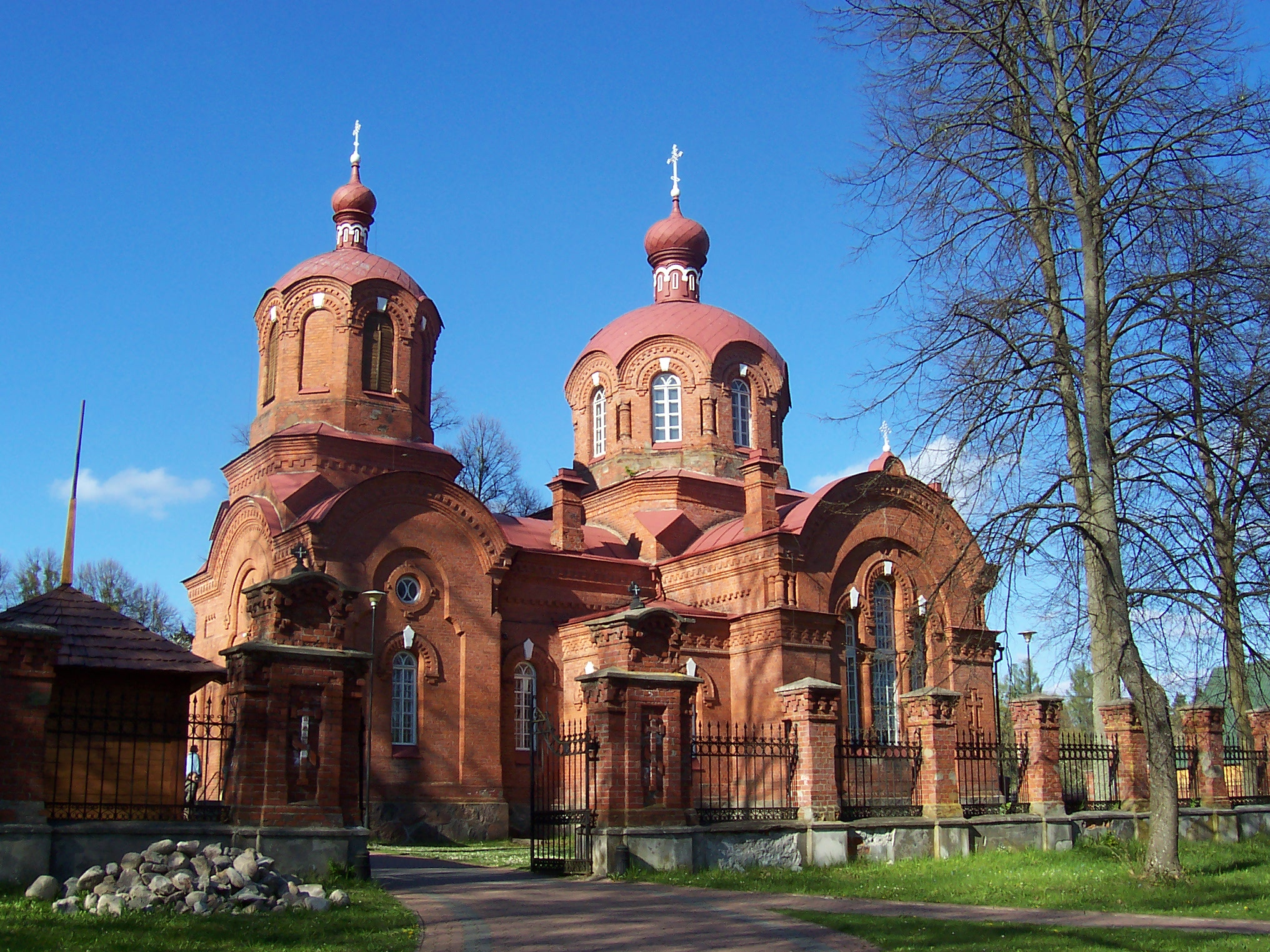
Церква св. Миколая в Біловежі

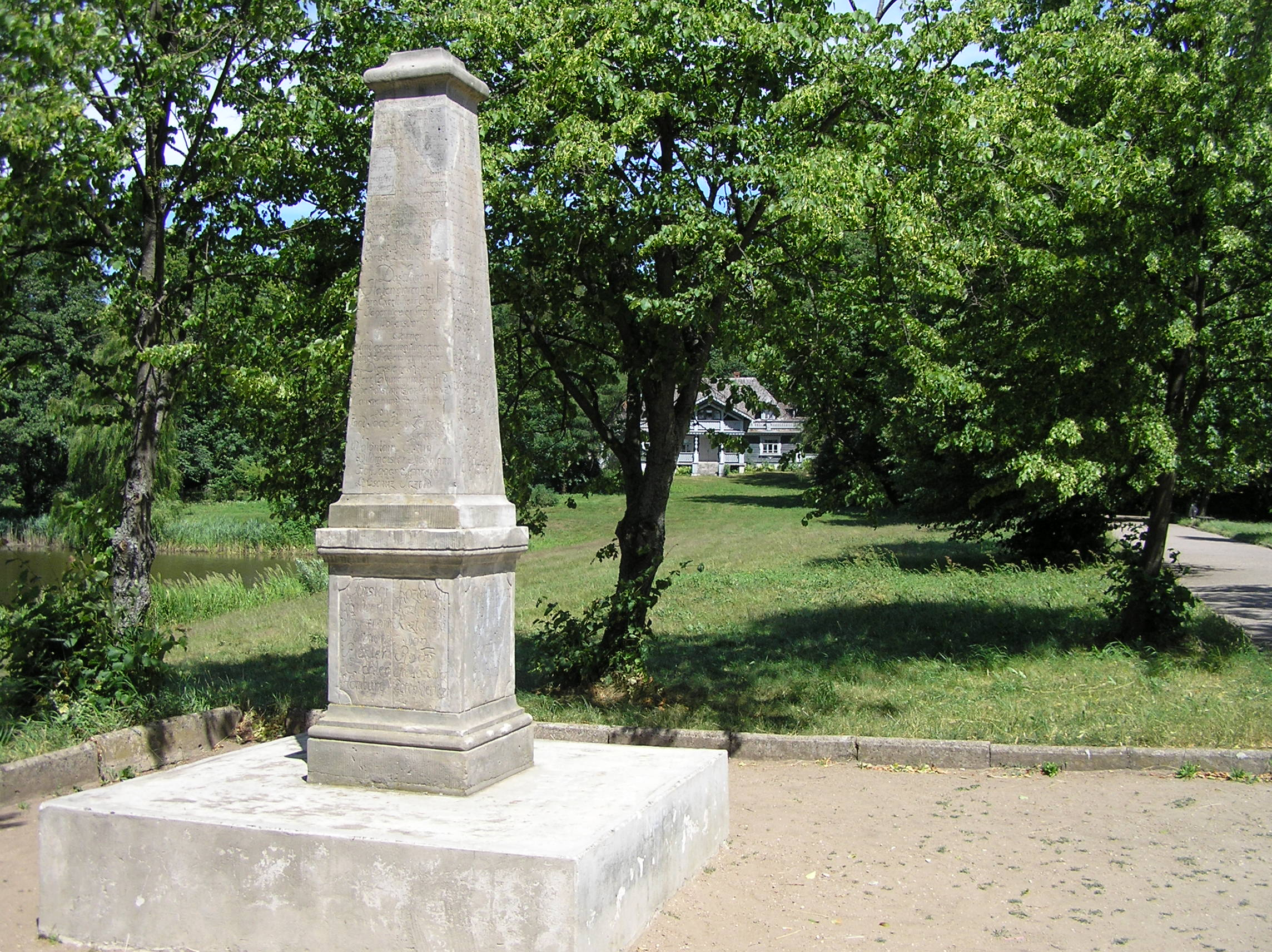
Обеліск, присвячений полюванню Августа III у 1752 році

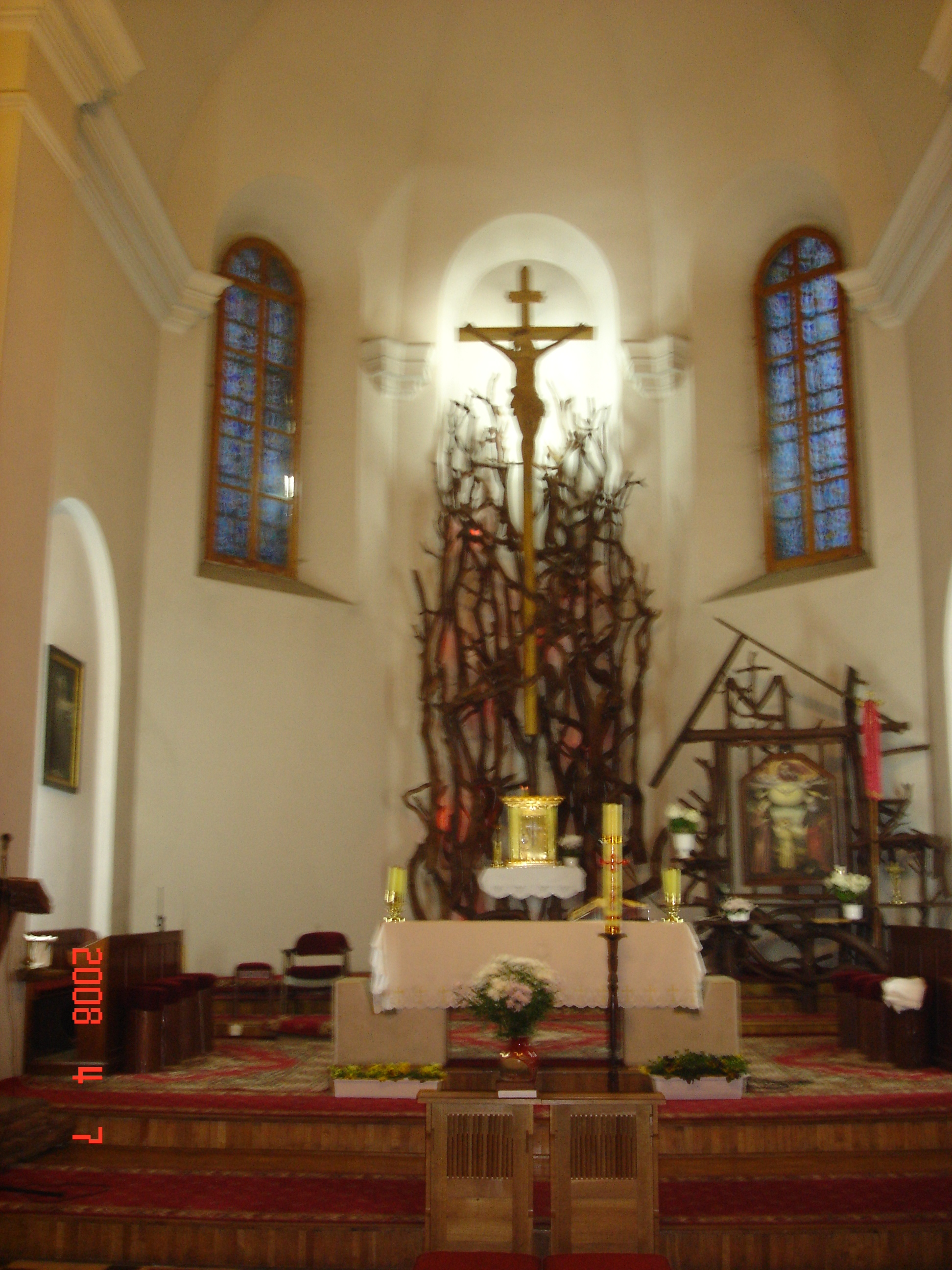
Вівтар у костелі

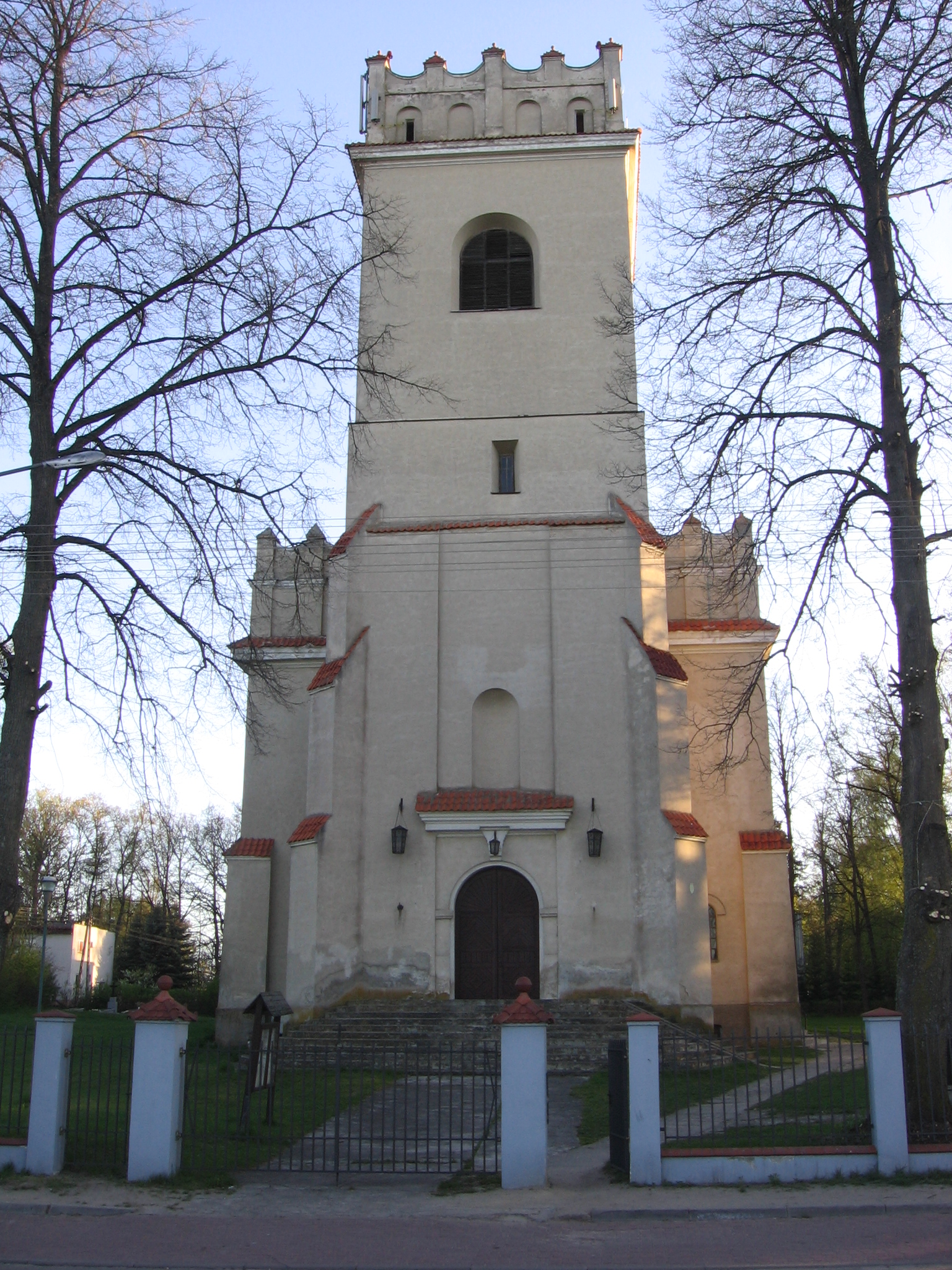
Костел

- Обеліск на території Палацового парку російського імператора
- Палацовий парк XIX століття
- Залізна станція Біловежа Товарна, побудована 1903 року
- Скансен у Біловежі[pl] — музей просто неба дерев'яного зодчества русинів Підляшшя
- Будинок ксьондза (1933 рік)
- Водонапірна башта

## Відомі люди
- Седун Данило Хомич — еколог, ентузіаст-захисник природи Криму.